# Ugolini Peak
Der Ugolini Peak ist ein 2260 m hoher und spitzer Berg im ostantarktischen Viktorialand. In der Royal Society Range ragt er aus dem Colwell-Massiv 10 km südlich des Knobhead an der Südflanke des oberen Ferrar-Gletschers auf.
Das Advisory Committee on Antarctic Names benannte ihn 1965 nach dem italienischen Pedologen Fiorenzo Cesare Ugolini (1929–2023), der zwischen 1961 und 1962 sowie von 1962 bis 1963 die Bodenprozesse in der Region um den McMurdo-Sund untersuchte.